# Fritz Scheidegger
Max Friedrich "Fritz" Scheidegger was een Zwitsers motorcoureur. Met zijn bakkenist John Robinson werd hij wereldkampioen in de zijspanklasse in de seizoenen 1965 en 1966.

## Privéleven
Fritz Scheidegger was zoals de meeste van zijn mede-zijspancoureurs automonteur. Zijn leermeester Anton Weber steunde hem ook bij zijn eerste stappen in de grasbaanrace, heuvelklimwedstrijden en circuitraces.
Fritz Scheidegger vestigde zich in 1947 als motorhandelaar in Langenthal. In 1963 verkocht hij de zaak om naar Courtelary te verhuizen. Hij deed dat om zijn vrouw een plezier te doen. Zij was afkomstig uit de Jura en voelde zich in het vlakke Oberaargau niet thuis. In Courtelary begon Fritz een tankstation annex koffiebar. Hij had een zoon en een dochter die bij zijn overlijden in 1967 elf en twaalf jaar oud waren.

## Racecarrière
In 1950 debuteerde Fritz Scheidegger als grasbaanracer. Hij won zijn eerste grasbaanrace met een Norton in Belp, vlak bij Bern. Drie jaar later ging hij met zijspancombinaties racen, met zijn vrouw als bakkeniste. Toen de kinderen geboren werden stopte zijn vrouw met racen en toen Fritz in 1957 in het wereldkampioenschap wegrace ging rijden moest zij ook de motorzaak beheren.
Toen hij meer interesse kreeg in de zijspansport ontmoette hij bij toeval Horst Burkhardt, die bakkenist bij Edgar Strub kon worden, maar niet gelukkig was met zijn beloning in de vorm van "kost en inwoning". Scheidegger en Burkhardt begonnen met de Norton deel te nemen aan grasbaanraces in de zijspanklasse, maar het doel was om uiteindelijk in de wegrace te kunnen aantreden.

### Wereldkampioenschap wegrace
1957
In 1957 werd Fritz Scheidegger eerst nog Zwitsers kampioen in de grasbaanrace, door het zijspan van zijn Norton af te halen en in de 500 cc soloklasse te starten. Daarna kocht hij een BMW om in de zijspanrace aan te treden. Het lukte in dit seizoen aanvankelijk nog niet om een startplaats in de GP's te krijgen, behalve in de GP des Nations, die zoals altijd op Monza verreden werd. Met veertig aanmeldingen en slechts dertig startplaatsen leek het uitgesloten dat ze zelfs maar mochten kwalificeren, maar door tussenkomst van Florian Camathias en Hans Haldemann lukte dat toch. Ze kwalificeerden zich onder Oostenrijkse licentie (volgens de Italianen was het Zwitserse "quotum" al gevuld) als veertiende. In de race eindigden ze echter als vierde, en met deze drie punten in de laatste Grand Prix van het seizoen eindigden ze op de tiende plaats in het wereldkampioenschap.
1958
De punten in Monza garandeerden in elk geval meer startmogelijkheden in 1958, maar Scheidegger en Burkhardt beseften wel dat ze ook veel geluk hadden gehad. Hun BMW was eigenlijk niet sterk genoeg om goed te presteren, en in 1958 scoorden ze dan ook geen enkel WK-punt. De verre reis naar het eiland Man zat er ook nog niet in. Ze wonnen echter wel internationale wedstrijden, zoals de GP van Boedapest. In dit jaar begon Fritz Scheidegger ook na te denken over de oplossing van het nadeel dat hij ten opzichte van zijn collega-coureurs had: zijn lengte van 1,80 meter. Die zorgde voor extra luchtweerstand door de hoge zitpositie. Hij bedacht de "kneeler" en bij de constructie werd hij geholpen door Rudi Kurth, een gedurfde technicus die later zou gaan experimenteren met de tweetakt-buitenboordmotoren van Crescent, die hij in zijn eigen "CAT"-zijspancombinatie bouwde. Ze begonnen te werken aan de machine, maar voorlopig werd die nog niet ingezet.
1959
Ook zonder de Kneeler werd 1959 een goed jaar, eigenlijk voor het hele Zwitserse zijspancontingent. Scheidegger/Burkhardt wonnen de openingsrace, de GP van Frankrijk, vóór de latere wereldkampioenen Walter Schneider/Hans Strauß. Ze werden derde in de Sidecar TT en in de Grand Prix van België en eindigden als derde in het wereldkampioenschap. Hoe sterk de Zwitsers waren bleek uit de tweede plaats van Camathias en de vierde plaats van Edgar Strub.
1960
Na het terugtreden van Walter Schneider, het uiteenvallen van de combinatie Camathias/Cecco en het wisselvallige presteren van Helmut Fath in 1959 werden Scheidegger/Burkhardt tot de favorieten van 1960 gerekend. Fath was echter een begaafd sleutelaar en zijn BMW was in dit jaar vreselijk snel. Camathias won vier van de vijf GP's, Scheidegger/Burkhardt werden twee keer tweede, twee keer derde en slechts elfde in de Sidecar TT, die in dit jaar was verhuisd van de kortere Clypse Course naar de 60 km lange Mountain Course. Ze werden wel tweede in het wereldkampioenschap van 1961, in elk geval weer een verbetering ten opzichte van het jaar ervoor.
1961
In 1961 was de "kneeler" racerijp en hij werd dan ook ingezet. Helmut Fath en Alfred Wohlgemut wonnen de eerste race in Montjuïc Park, waar Scheidegger/Burkhardt tweede werden. Wohlgemut verloor op 30 april het leven tijdens de Eifelrennen, en Helmut Fath moest jaren herstellen van zijn verwondingen. De tweede race in Duitsland leverde voor Scheidegger weer een tweede plaats op, dit keer achter het duo Max Deubel/Emil Hörner, maar de overwinning in Frankrijk bracht hem aan de leiding in de tussenstand voor het WK. Deubel won echter ook op Man en in Assen, waar Scheidegger uitviel door een gebroken zijspanwiel. Voor deze race had hij van BMW wel een korte slag-fabrieksmotor gekregen. Scheidegger won in België, maar Max Deubel had aan de tweede plaats genoeg om zijn wereldtitel veilig te stellen. Scheidegger/Burkhardt werden opnieuw tweede. In de herfst van 1961 deelde BMW mee dat alleen Deubel/Hörner nog fabriekssteun zouden krijgen. Voor de fabriek was dat logisch: de motorfietsenafdeling verkeerde al jaren in zwaar weer en bovendien was fabriekssteun feitelijk helemaal niet nodig. Geen enkel ander merk kon in de zijspanklasse zelfs maar in de buurt van de BMW's van privérijders blijven. Fritz Scheidegger en Horst Burkhardt besloten hun racecarrière te beëindigen en zich te gaan wijden aan werk en gezin. Scheidegger had een motorzaak in Langenthal en Burkhardt wilde gaan studeren.
1962
Horst Burkhardt kreeg echter de vraag om ten minste voor één race in het zijspan van Florian Camathias plaats te nemen. Na de dood van Alfred Wohlgemut had die zich door het seizoen 1961 geworsteld met drie verschillende bakkenisten, en Burkhardt behoorde tot de top in de sport. Fritz Scheidegger kreeg het aanbod van Otto Kölle om met een korte slag BMW te gaan rijden en besloot dat te doen. Hij moest echter op zoek naar een andere bakkenist, de Brit John Robinson. Die vond hij echter pas toen er al drie GP's gereden waren en pas in Assen kwamen ze aan de start om meteen te winnen. Een tweede plaats in België en een derde plaats in Duitsland leverden genoeg punten op om derde te worden in het wereldkampioenschap.
1963
In 1963 ging Scheidegger verder met John Robinson. Horst Burkhardt, die uiteindelijk in dienst van Camathias was gebleven, had tijdens de Sidecar TT van 1962 een ernstig ongeluk gehad dat een einde aan zijn carrière maakte. Pas in de Sidecar TT van 1963 haalden Scheidegger/Robinson hun eerste podiumplaats. Ze werden tweede en dat gebeurde ook in Assen. Ze wonnen de laatste GP, in België, maar eindigden in het wereldkampioenschap op de derde plaats.
1964
In 1964 keerden de kansen voor Fritz Scheidegger. Tot dat moment was hij vooral verslagen door fabrieksmachines en de technische voorsprong van andere privérijders, zoals Helmut Fath en Florian Camathias, die in 1963 met een door Fath snel gemaakte BMW, de "Fath Camathias Special" tweede was geworden. In 1964 kreeg Ludwig Hahn een ongeluk dat een einde aan zijn carrière maakte en Scheidegger kon diens door Dieter Busch snel gemaakte BMW overnemen. Bovendien kwam Busch als monteur met de machine mee. Max Deubel werd echter opnieuw wereldkampioen, maar dankzij twee overwinningen, een tweede en een derde plaats werden Scheidegger/Robinson tweede in het wereldkampioenschap.
1965
De openingsrace van 1965 werd gereden op de Nürburgring in ijzig koude en natte omstandigheden. Daardoor waren er veel uitvallers, waaronder ook veel prominenten. Fritz Scheidegger/John Robinson wonnen de race, maar op de tweede plaats eindigde een (nog) onbekende coureur, Siegfried Schauzu met een simpele stoterstangen-BMW, waarschijnlijk een R 50/2. Arsenius Butscher en Wolfgang Kalauch werden derde. In Spanje wonnen Max Deubel en Emil Hörner, maar Scheidegger/Robinson deden het toch weer goed met een tweede plaats en Butscher/Kalauch werden weer derde. Florian Camathias had een nieuwe bakkenist, landgenoot Franz Ducret. Zij wonnen de Grand Prix van Frankrijk vóór Scheidegger/Robinson en Deubel/Hörner. Op het Eiland Man vochten Deubel en Scheidegger een hard gevecht uit. Scheidegger nam de leiding, maar Deubel nam die in de tweede ronde over en won met een voorsprong van 14 seconden. Nog vóór de race in Assen hadden twee rijders een klein gelukje: Scheidegger/Robinson en Harris/Campbell kregen de vraag of ze een rondje achter de camera-auto van de NTS wilden rijden. Daarbij ontdekte Harris een lekke voorband en Scheidegger had nog meer geluk: zijn linker zuiger brak en dat was hem anders tijdens de wedstrijd overkomen. Nu kon hij de wedstrijd winnen en (zoals iedereen dacht) zelfs de wereldtitel al veilig stellen. Scheidegger/Robinson dachten na Assen al wereldkampioen te zijn, maar de FIM had het reglement veranderd: bij een gelijk aantal punten telde men aanvankelijk een extra race, maar nu werd het aantal eerste-, tweede- en derde plaatsen geteld. Daardoor kon Deubel ook nog wereldkampioen worden in Spa-Francorchamps. Florian Camathias/Franz Ducret gingen aanvankelijk aan de leiding, maar zij vielen terug en er ontstond een fel gevecht tussen Scheidegger en Deubel dat door Scheidegger met 3 seconden voorsprong gewonnen werd. De eveneens natte race op Monza kwam enigszins als een verrassing: De organisatie had de zijspanklasse pas laat aan het programma toegevoegd en aanvankelijk werd gedacht dat deze race niet zou meetellen voor het wereldkampioenschap. Dat bleek toch zo te zijn, maar omdat Deubel maximaal op drie overwinningen kon komen had dit geen gevolgen voor de eerste drie plaatsen in het WK. Scheidegger/Robinson wonnen overtuigend. De wereldtitel was al zeker gesteld, en Deubel/Hörner werden tweede in het WK.
1966
Hoewel BMW al geen fabriekssteun meer verleende, kregen zowel Fritz Scheidegger als Max Deubel begin 1966 elk twee nieuwe korteslag BMW-blokken. De Spaanse zijspan-Grand Prix werd door de organisatie geschrapt, wat voor Max Deubel een reden was te verklaren dat hij na het seizoen 1966 zou gaan stoppen. Montjuïc Park was namelijk een van de weinige circuits waar een rechts gemonteerd zijspan, zoals dat van Deubel, in het voordeel was. Nu werd de openingsrace in Duitsland (Hockenheim) gereden en Deubel/Hörner waren er inderdaad kansloos tegen de combinatie Fritz Scheidegger/John Robinson. Een opmerkelijke verschijning in deze race was de nieuwe "Fath Special" van Helmut Fath. Dit was een zelfbouw viercilinder die hij later zou omdopen tot "URS", naar zijn woonplaats Ursenbach. Tijdens zijn debuutrace moest Fath met motorpech opgeven. In Frankrijk viel een debutant op, Klaus Enders, die met zijn bakkenist Reinhold Mannischeff het gevecht aanging met Deubel/Hörner maar een fout maakte en naast de baan schoof. Scheidegger reed van start tot finish aan de leiding. In Assen wonnen Scheidegger/Robinson opnieuw, Deubel/Hörner werden tweede en Otto Kölle/Heinz Marquardt werden derde. Bij de start van de zijspanklasse in België was een groot deel van het publiek al vertrokken, weggespoeld door de hevige stortbuien tijdens de 500cc-race. Op de nog natte baan startte Max Deubel als snelste, maar nog voor het verstrijken van de eerste ronde had Scheidegger de koppositie overgenomen om hem niet meer af te staan. Deubel moest nog een gevecht om de tweede plaats leveren tegen Georg Auerbacher/Wolfgang Kalauch die uiteindelijk slechts 0,4 seconden achter hem over de streep kwamen. De wereldtitel was hiermee beslist en Scheidegger/Robinson waren de nieuwe wereldkampioenen. De Italiaanse organisatoren wisten kennelijk niet wat ze met de zijspanklasse aan moesten. In 1965 hadden ze deze klasse niet aangevraagd maar op het laatste moment werd besloten dat ze toch moest worden verreden. Voor 1966 had de organisatie "alle klassen" aangevraagd, maar in augustus, nog vóór de Isle of Man TT, kreeg de FIM het bericht dat de zijspannen wegens "technische problemen" niet konden rijden. De aard van de technische problemen werd niet vermeld, maar waarschijnlijk lag de oorzaak in het feit dat de zijspanklasse in Italië niet erg populair was en de wereldtitel al op 3 juli in België beslist was. Door het besluit van de organisatie van de Grand Prix des Nations werd de uitgestelde Isle of Man TT de laatste race voor Max Deubel. Hij had in 1966 geen enkele overwinning behaald maar was gedreven zijn allerlaatste Grand Prix winnend af te sluiten. Hij had de Sidecar TT al drie keer gewonnen, Scheidegger nog nooit. Scheidegger draaide in de training zijn motor stuk en moest een reserveblok monteren, wat de kansen voor Deubel vergrootte. Bovendien had Deubel de snelste trainingstijd gereden. Scheidegger startte vijf minuten na Deubel door de gebruikelijke interval-start bij de TT. Deubel/Hörner draaiden de snelste raceronde en bij het ingaan van de derde en laatste ronde lagen Scheidegger/Robinson 15 seconden achter hen. De strijd om de tweede plaats ging zelfs tussen Auerbacher/Kalauch en Seeley/Rawlings. Deubel deed het in de laatste ronde op advies van zijn pitcrew iets rustiger aan. Scheidegger leek echter juist vleugels te krijgen en won de race met de tot dan toe kleinste marge ooit: 0,8 seconde. Auerbacher, die een pitstop van ruim een minuut had moeten maken, werd toch nog derde. De interval-start was hier duidelijk in het nadeel: bij een rechtstreeks gevecht met Scheidegger had hij het gevaar onderkend en zeker gewonnen, maar nu wist hij niet beter dan dat zijn voorsprong ruim voldoende was en pas vijf minuten na zijn eigen finish ontdekte hij dat hij níet had gewonnen. Deubel werd echter geholpen door de organisatie, die vier uur na de wedstrijd besloot Scheidegger te diskwalificeren vanwege het tanken bij een gewoon Esso-tankstation en niet met de door de organisatie verstrekte benzine te rijden. Scheidegger protesteerde maar zijn protest werd onmiddellijk afgewezen door de grotendeels Britse jury. Voor Scheidegger was dit reden om nog tijdens de TT-week op Man te verklaren dat hij zijn carrière zou beëindigen. De Auto-Cycle Union had hier duidelijk met twee maten gemeten. Ze liet Mike Hailwood gewoon deelnemen aan de 355,1 km Junior TT, terwijl hij op die dag al 182 km in de Lightweight 125 cc TT had gereden. Daarmee kwam zijn dagtotaal op 537 km, terwijl er een reglementair maximum van 500 km was. Tijdens het FIM-congres in oktober 1966 werd Scheidegger in ere hersteld en tot winnaar van de Sidecar TT verklaard. Daardoor had hij alsnog alle WK-races van 1966 gewonnen. Mede door deze beslissing en de druk van vrienden en bekenden besloot Fritz Scheidegger ook in 1967 door te gaan met zijspanracen.

## Overlijden
Nog voor aanvang van het WK-seizoen startten Fritz Scheidegger en John Robinson bij de paasraces op Mallory Park. Tijdens de race brak een remankerstang en het duo vloog bij de hairpin uit de bocht. De zijspancombinatie sloeg over de kop en Fritz Scheidegger overleed ter plaatse, terwijl John Robinson een been brak. John Robinson beëindigde zijn carrière.
Fritz Scheidegger werd ook door zijn collega's beschouwd als een veilige en vooral sportieve rijder. Zijn collega en viervoudig wereldkampioen Max Deubel noemde Scheidegger en Florian Camathias zijn meest sportieve en sterke tegenstanders. Na de dood van Florian Camathias in 1965 en die van Fritz Scheidegger in 1967 waren er geen sterke Zwitserse zijspancombinaties meer. Pas in 1975 drong Rolf Biland door tot de top drie in het wereldkampioenschap.

## Wereldkampioenschap wegrace resultaten
(Races in cursief geven de snelste ronde aan, punten (tussen haakjes) zijn inclusief streepresultaten)
| Jaar | Klasse  | Bakkenist       | Motorfiets      | 1       | 2      | 3       | 4     | 5       | 6     | 7     | Punten  | Plaats | Overwinningen |                                                               | Wereldkampioen |
| ---- | ------- | --------------- | --------------- | ------- | ------ | ------- | ----- | ------- | ----- | ----- | ------- | ------ | ------------- | ------------------------------------------------------------- | -------------- |
| 1957 | Zijspan | Horst Burkhardt | BMW R 50-Steib  | DUI -   | IOM -  | NED -   | BEL - | NAT 4   |       |       | 3       | 10e    | 0             | Fritz Hillebrand (†) / Manfred Grunwald, BMW RS 54-Steib      |                |
| 1959 | Zijspan | Horst Burkhardt | BMW RS 54-Steib | FRA 1   | IOM 3  | DUI 5   | NED - | BEL 3   |       |       | 18      | 3e     | 1             | Walter Schneider / Hans Strauß, BMW RS 54-Steib               |                |
| 1960 | Zijspan | Horst Burkhardt | BMW RS 54-Steib | FRA 2   | IOM 11 | NED 3   | BEL 2 | DUI 3   |       |       | 16 (20) | 3e     | 0             | Helmut Fath / Alfred Wohlgemuth, BMW RS 54-Steib              |                |
| 1961 | Zijspan | Horst Burkhardt | BMW RS 54-Steib | SPA 2   | DUI 2  | FRA 1   | IOM 2 | NED DNF | BEL 1 |       | 28 (34) | 2e     | 2             | Max Deubel / Emil Hörner, BMW RS 54-Steib                     |                |
| 1962 | Zijspan | John Robinson   | BMW RS 54-Steib | SPA DNF | FRA -  | IOM -   | NED 1 | BEL 2   | DUI 3 |       | 18      | 3e     | 1             | Max Deubel / Emil Hörner, BMW RS 54-Steib                     |                |
| 1963 | Zijspan | John Robinson   | BMW RS 54-Steib | SPA DNF | DUI -  | IOM 2   | NED 2 | BEL 1   |       |       | 20      | 3e     | 1             | Max Deubel / Emil Hörner en Barry Dungsworth, BMW RS 54-Steib |                |
| 1964 | Zijspan | John Robinson   | BMW RS 54-Steib | SPA -   | FRA 1  | IOM DNF | NED 3 | BEL 2   | DUI 1 |       | 26      | 2e     | 2             | Max Deubel / Emil Hörner, BMW RS 54-Steib                     |                |
| 1965 | Zijspan | John Robinson   | BMW RS 54-Steib | DUI 1   | SPA 2  | FRA 2   | IOM 2 | NED 1   | BEL 1 | NAT 1 | 32 (50) | 1e     | 4             | Fritz Scheidegger / John Robinson, BMW RS 54-Steib            |                |
| 1966 | Zijspan | John Robinson   | BMW RS 54-Steib | DUI 1   | FRA 1  | NED 1   | BEL 1 | IOM 1   |       |       | 24 (40) | 1e     | 5             | Fritz Scheidegger / John Robinson, BMW RS 54-Steib            |                |